# Petru Florescu
Petru Florescu (Boekarest, 4 januari 1999) is een Roemeens autocoureur.

## Carrière
Florescu begon zijn autosportcarrière in het karting in 2009. In 2015 maakte hij de overstap naar het formuleracing, waarbij hij zijn Formule 4-debuut maakte in de MSA Formula bij het team Carlin. Met een vierde plaats op het Croft Circuit als beste resultaat eindigde hij op de elfde plaats in het kampioenschap met 99 punten.
In 2016 bleef Florescu rijden in het kampioenschap voor Carlin, dat de naam had veranderd naar het Britse Formule 4-kampioenschap. Hij won twee races op Brands Hatch en vervolgens één race op zowel het Thruxton Circuit, op Oulton Park als het Snetterton Motor Racing Circuit. Tijdens het raceweekend op het Knockhill Racing Circuit won hij ook de eerste race, maar in de tweede race was hij betrokken bij een ongeluk met zijn rivaal Devlin DeFrancesco, waardoor hij voor het hele weekend gediskwalificeerd werd en zijn overwinning geschrapt werd. Uiteindelijk werd hij zesde in de eindstand met 260 punten. Daarnaast reed hij dat jaar ook in de eerste twee raceweekenden van de Euroformula Open bij het team Teo Martín Motorsport, waarin een twaalfde plaats op Spa-Francorchamps zijn beste resultaat was, en reed hij twee raceweekenden in de Eurocup Formule Renault 2.0 bij AVF met twee vijftiende plaatsen op het Autodromo Nazionale Monza als beste klasseringen.
In 2017 maakte Florescu de fulltime overstap naar de Euroformula Open. Hij begon het seizoen bij Campos Racing, maar na drie raceweekenden stapte hij over naar het team Fortec Motorsports. Daarnaast maakte hij dat jaar ook zijn debuut in het Europees Formule 3-kampioenschap, waarin hij terugkeerde bij zijn oude team Carlin om de laatste drie raceweekenden te rijden.